# Dietersdorf (Gemeinde Hollabrunn)
Dietersdorf ist ein Dorf in Niederösterreich und eine Ortschaft sowie Katastralgemeinde der Stadtgemeinde Hollabrunn im gleichnamigen Bezirk Hollabrunn.

## Geographie
Das Dorf liegt südlich der Stadt Hollabrunn. Nachbarorte von Dietersdorf in der Stadtgemeinde Hollabrunn sind Breitenwaida, Puch, Raschala und Sonnberg sowie in der Marktgemeinde Heldenberg Oberthern.
|           | Sonnberg                                    | Raschala     |
| Oberthern | Kompassrose, die auf Nachbargemeinden zeigt | Breitenwaida |
|           | Puch                                        |              |

Dietersdorf liegt im Tal des Göllersbach und wird von diesem durchflossen. Von der Nutzung des Göllersbaches für die Wasserkraft zeugen zahlreiche Mühlen, die bis heute erhalten sind.

## Geschichte
Im Jahre 1200 wird Dittreichsdorf im Zusammenhang mit Besitzungen des Wiener Schottenklosters erstmals erwähnt. In den folgenden Jahrhunderten gehörte die Herrschaft meist verschiedenen Klöstern bzw. zu Sonnberg. Auch schulisch und pfarrlich war Dietersdorf zumeist Sonnberg zugehörig. Im Jahr 1822 wurde der Ort als Dorf mit 56 Häusern genannt, das nach Sonnberg eingepfarrt war, wohin auch die Kinder eingeschult wurden. Die Herrschaft Sonnberg besaß die Ortsobrigkeit, übte die Landgerichtsbarkeit aus und besorgte die Konskription. Die Untertanen und Grundholde des Ortes gehörten den Herrschaften Schönborn, Großrußbach, Immendorf und Sonnberg.
Im Jahr 1870 wurde im Gemeindegebiet die Trasse der Nordwestbahn errichtet, 1871 erfolgte die Inbetriebnahme. Laut Adressbuch von Österreich waren im Jahr 1938 in der Ortsgemeinde Dietersdorf ein Bäcker, zwei Gastwirte, zwei Gemischtwarenhändler, ein Schmied, eine Schneiderin und drei Schuster ansässig.
Dietersdorf wurde 1971 in die Gemeinde Sonnberg eingemeindet. Mit der Eingemeindung der Gemeinde Sonnberg in die Stadtgemeinde Hollabrunn 1972 wurde Dietersdorf eine Katastralgemeinde der Stadtgemeinde Hollabrunn.

## Politik

### Bürgermeister der ehemaligen Gemeinde Dietersdorf
- 1850–1858 Josef Grün
- 1858–1860 Josef Bayer
- 1861–1864 Andreas Bayer
- 1864–1867 Josef Zeitelberger
- 1867–1873 Andreas Bayer
- 1873–1876 Josef Zeitelberger
- 1876–1882 Anton Loicht
- 1882–1888 Michael Eberhart
- 1888–1891 Josef Wiehart
- 1891–1894 Michael Eberhaqrt
- 1894–1900 Leopold Diglas
- 1900–1905 Anton Bayer
- 1906–1918 Leopold Diglas
- 1918–1938 Josef Strohmayer
- 1938–1945 Johann Schöller
- 1945–1946 Josef Wittmann
- 1946–1946 Johann Penkler
- 1946–1950 Josef Kreitzinger
- 1950–1950 Karl Steinböck
- 1950–1959 Leopold Goll
- 1959–1959 Johann Schöller
- 1960–1971 Johann Schöller jun.

### Ortsvorsteher der Katastralgemeinde Dietersdorf
- 1972–1988 Johann Schöller jun.
- 1988–2005 Gerhard Rapp
- seit 2005 Gabriele Kyncl

## Sehenswertes
- Ortskapelle Dietersdorf